# Pamela C. Rasmussen
Pamela Cecile Rasmussen (16 oktober 1959) is een Amerikaans ornitholoog, gespecialiseerd in Aziatische vogels. Ze was voorheen onderzoeker bij de Smithsonian Institution in Washington en is tegenwoordig als universitair hoofddocent verbonden aan de Michigan State University. Ze is daarnaast gelieerd aan verschillende onderzoekscentra in de Verenigde Staten en het Verenigd Koninkrijk.
Rasmussens wetenschappelijke onderzoek richtte zich aanvankelijk op Zuid-Amerikaanse zeevogels en Noord-Amerikaanse fossiele vogels. Later specialiseerde ze zich in Aziatische vogels en beschreef verschillende nieuwe vogelsoorten. Tevens verhelderde ze de taxonomische status van een aantal bestaande soorten, waaronder brilvogels en uilen. Recentelijk heeft ze de taxonomische status van Zuid-Aziatische gieren beoordeeld en was betrokken bij samenwerkingsverbanden voor grootschalig onderzoek naar patronen in globale biodiversiteit.
Zij is de hoofdauteur van Birds of South Asia: The Ripley Guide (2005), een belangrijk ornithologisch handboek voor Zuid-Azië, dat een groter gebied bestrijkt en een groter aantal vogelsoorten bevat dan voorgaande publicaties. Tijdens de bestudering van collecties museumexemplaren van vogels ten behoeve van dit boek, ontdekte ze dat de omvang van de gegevensvervalsing en ontvreemding van museale vogelexemplaren door de eminente Britse ornitholoog Richard Meinertzhagen (1878-1967) veel groter was dan eerder werd aangenomen.

## Opleiding en carrière
Pamela Rasmussen is de dochter van Helen Rasmussen, een Zevendedagsadventist, wier echtgenoot, Chester Murray Rasmussen, een arts, het gezin verliet toen Pamela en haar zusters nog jong waren. Haar belangstelling voor vogels werd gewekt door de jeugdeditie van Oliver Austins Birds of the World, die ze van haar moeder had gekregen, waarna ze steevast vogelboeken op haar verlanglijstje had staan.
Ze studeerde aan de Walla Walla University, een aan de Adventisten gelieerde universiteit in het zuidoosten van Washington, waar ze in 1983 haar mastergraad behaalde. Haar doctorgraad verkreeg ze in 1990 op de Universiteit van Kansas, waar ze een proefschrift schreef over Zuid-Amerikaanse aalscholvers. Op de Universiteit van Kansas kreeg ze ook voor het eerst een inleiding in de evolutietheorie, een vak dat niet werd gedoceerd op haar alma mater.
Rasmussen werkt als bijzonder universitair hoofddocent zoölogie en assistentconservator mammalogie en ornithologie aan de Michigan State University; voorheen was ze als onderzoeksmedewerker van de Amerikaanse ornitholoog S. Dillon Ripley verbonden aan de Smithsonian Institution in Washington D.C. Ze is tevens lid van de Committee on Classification and Nomenclature van de American Ornithological Society (AOU), lid van de "vogelgroep" van de afdeling zoölogie van het Britse Natural History Museum in Tring en redactielid van The Ibis, het wetenschappelijk tijdschrift van de British Ornithologists' Union. Pamela Rasmussen is getrouwd met Dr Michael D. Gottfried, die als conservator paleontologie, universitair hooddocent geologie, en directeur van het Center for Integrative Studies in General Science is verbonden aan de Michigan State University.

### Wetenschappelijk onderzoek

#### Zuid-Amerikaanse zeevogels
Rasmussens onderzoek richtte zich aanvankelijk grotendeels op de systematiek, ecologie en het gedrag van Patagonische zeevogels, met name aalscholvers. Ze bestudeerde variaties in het verenkleed van de jonge keizeraalscholvers, wrattenaalscholvers en roodpootaalscholvers, en gebruikte patronen in het gedrag en het verenkleed om verbanden te leggen tussen de keizeraalscholvers en wrattenaalscholvers. Ook onderzocht ze het visgedrag van de bigua-aalscholvers.

#### Aziatische vogels

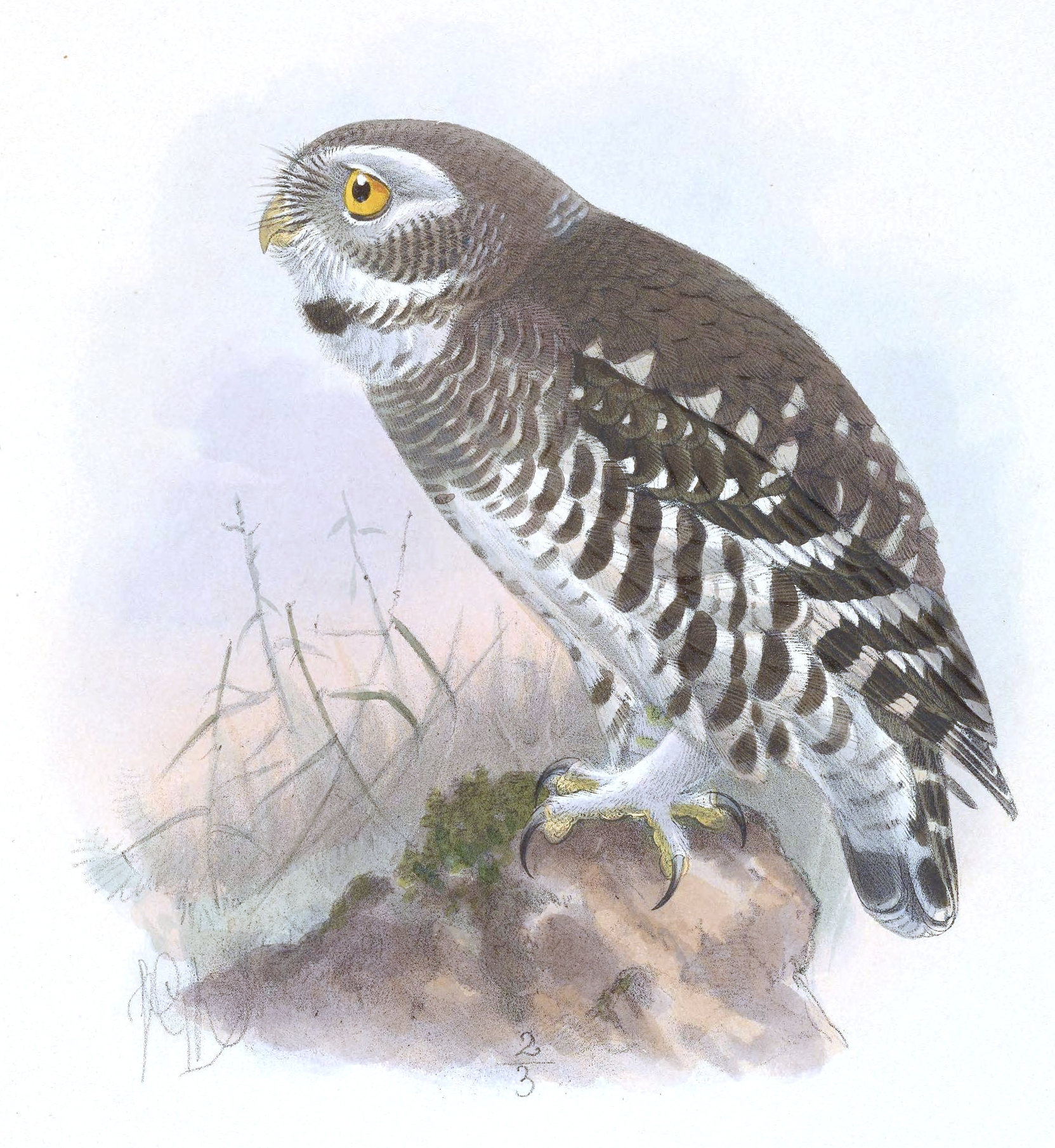
Een afbeelding uit 1891 van de bossteenuil, die in 1997 werd herontdekt door Rasmussen en Ben King.

Tijdens de bestudering van vogelexemplaren uit museale ornithologische collecties, ontdekte en beschreef Rasmussen vier nieuwe Aziatische vogelsoorten: in 1998 de nicobarendwergooruil (Otus alius), sangirdwergooruil (Otus collari) en de roestbruine valkuil (Ninox ios), een endemische soort op Celebes, en in 2000 de taiwanstruikzanger (Bradypterus alishanensis). Ze herontdekte de bossteenuil (Athene blewitti), die sinds 1884 niet meer was waargenomen, in westelijk India, nadat eerdere speurtochten door S. Dillon Ripley, Salim Ali en anderen op niets uitgelopen waren omdat zij vertrouwden op de vervalste gegevens van Richard Meinertzhagen. In november 1997 besteedden Rasmussen en Ben King van het American Museum of Natural History tien dagen aan een vergeefse zoektocht in twee locaties in oostelijk India, waarop ze besloten naar de vindplaats te rijden van een ander oud museumexemplaar in het westen van India; daar aangekomen zag King een kleine gedrongen uil, met korte, witbevederde poten en grote klauwen, waarvan Rasmussen tijdens het filmen en fotograferen bevestigde dat het de gezochte soort betrof.
Samen met collega's verduidelijkte ze de taxonomie van de Indonesische brilvogels, definieerde de status van de sangirbrilvogel (Zosterops nehrkorni) en de cerambrilvogel (Z. stalkeri) en bevestigde de status van de serendipdwergooruil die eerder in Sri Lanka was ontdekt door de ornitholoog Deepal Warakagoda.

De togianbrilvogel werd in 2008 door Rasmussen en haar collega's als nieuwe soort geïdentificeerd.

De keizerfazant is een zeldzame vogel die in de bossen van Vietnam en Laos voorkomt. Rasmussen en haar collega's gebruikten morfologie, hybridisatie-experimenten en DNA-analyse om aan te tonen dat deze fazant, waarvan eerder werd gedacht dat het om een ernstig bedreigde soort ging, in feite een in de natuur voorkomende hybride is tussen de Edwards fazant (Lophura edwardsi) en een ondersoort (L. nycthemera annamensis) van de zilverfazant (L. nycthemera).
In een paper uit 2008 besteedde Rasmussen wederom aandacht aan de taxonomie van de brilvogels met de formele beschrijving van de togianbrilvogel (Zosterops somadikartai), een door Indonesische collega's ontdekte endemische soort van de Togian-eilanden in Indonesië die, anders dan de meeste verwante soorten, de witte ring om de ogen mist waaraan deze groep vogels haar naam te danken heeft. Rasmussen merkte op dat de togianbrilvogel zich niet alleen door zijn uiterlijk onderscheidt, maar ook door zijn zang, die hoger van toon is en een minder gevarieerd frequentiebereik bezit dan de zang van de nauwst verwante soorten.
Rasmussens interesse voor Aziatische vogels leidde tot haar betrokkenheid bij meer op natuurbehoud gerichte projecten. Twee Gyps-gieren, de Bengaalse gier (Gyps bengalensis) en de "langsnavelgier" (Engels, "long-billed vulture") hadden in Zuid-Azië te lijden onder een dramatische populatieachteruitgang van 95% als gevolg van vergiftiging door diclofenac, een diergeneesmiddel dat in India veel werd gebruikt voor de behandeling van vee, maar dat nierfalen veroorzaakte onder vogels die van de karkassen van gestorven vee aten. Rasmussen toonde aan dat er in feite twee verschillende soorten langsnavelgieren zijn: de Indische gier (G. indicus) en de dunsnavelgier (G. tenuirostris, voorheen G. indicus tenuirostris). Dit was ook vanuit het oogpunt van natuurbehoud van belang omdat beide soorten daarmee in aanmerking kwamen voor de fokprogramma's in gevangenschap die werden opgezet om de populaties van bedreigde giersoorten te herstellen.

#### Biodiversiteit

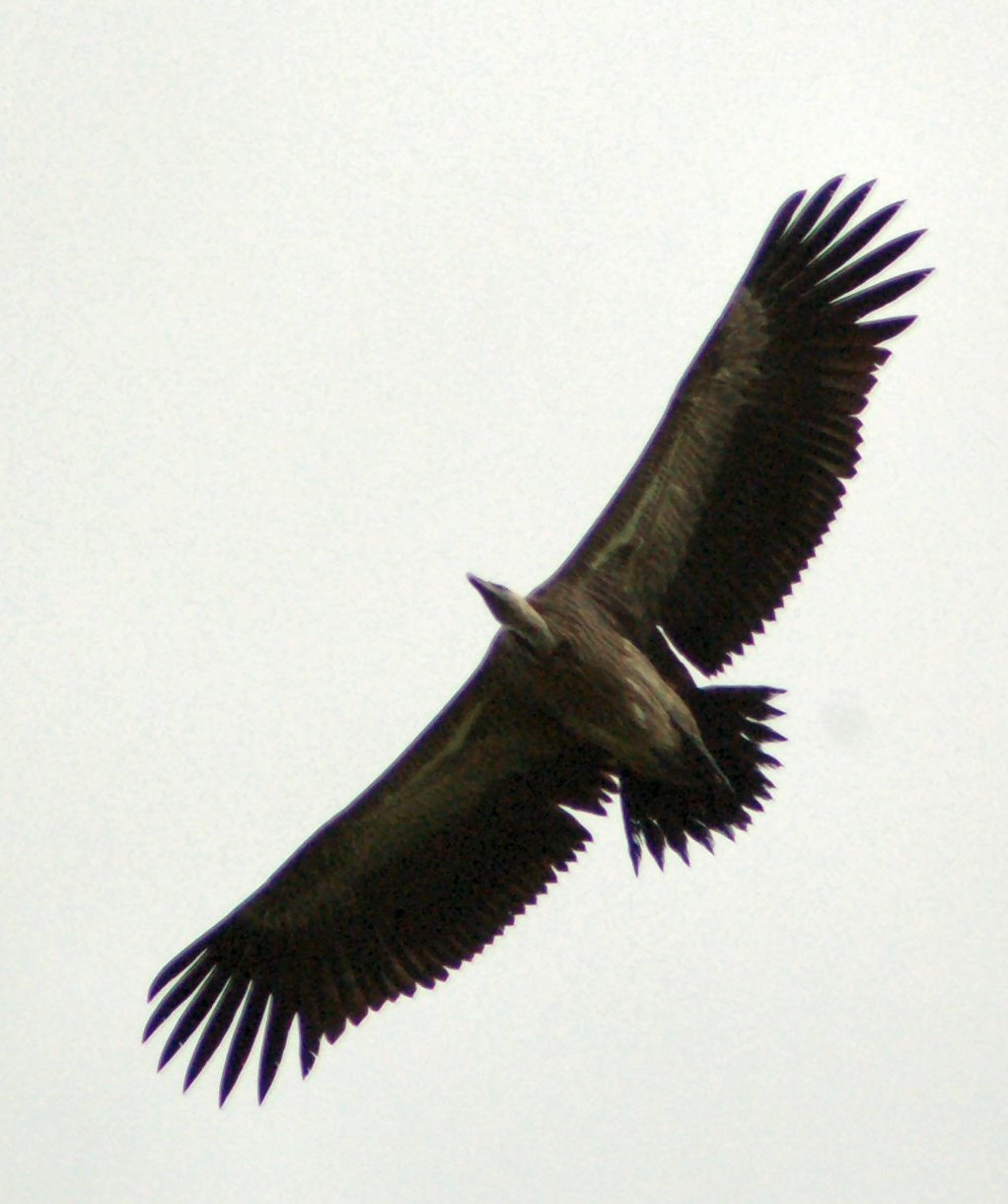
Indische gier, een bedreigde soort die recent is gesplitst als resultaat van Rasmussens onderzoek naar het geslacht Gyps.

In 2005 maakte Rasmussen deel uit van een interinstitutioneel samenwerkingsverband dat onderzoek deed naar de biodiversiteitshotspots die een belangrijke rol spelen bij natuurbehoud. Met het onderzoek werd beoogd tot een kwantitatieve beoordeling van hotspotlocaties te komen aan de hand van drie criteria van vogelverscheidenheid: soortenrijkdom, mate van bedreiging en aantal endemische soorten. Uit de onderzoeksresultaten bleek dat de hotspots niet dezelfde geografische spreiding voor elke factor vertoonden. In slechts 2,5% van de hotspotgebieden bleken alle drie criteria hoog te scoren, terwijl in meer dan 80% van de hotspots slechts een enkel criterium relevant was. Elk afzonderlijk criterium verklaarde minder dan 24% van de variatie van de andere factoren, hetgeen doet veronderstellen dat zelfs binnen een enkele taxonomische klasse, verschillende mechanismen verantwoordelijk zijn voor de oorsprong en het onderhouden van verschillende aspecten van diversiteit. Dientengevolge variëren de verschillende soorten hotspots in hoge mate wat betreft hun bruikbaarheid als instrument bij natuurbehoud.
Rasmussens recente werk concentreerde zich op voortzetting van de grootschalige samenwerking met dezelfde groep instellingen en was gericht op de bestudering van globale patronen in biodiversiteit. Een inventarisatie van soortenrijkdom en geografische spreiding vertoonde niet de aanvankelijk verwachtte afname in het verspreidingsgebied van gematigde gebieden naar de tropen; hoewel dat patroon grotendeels werd bevestigd in het noordelijk halfrond, leek het niet van toepassing te zijn in het zuidelijk halfrond. Onderzoek naar het verband tussen menselijke impact en het uitsterven van soorten, toonde aan dat, na het controleren op soortenrijkdom, het meten van de menselijke impact de beste voorspellende factor is voor het wereldwijde patroon van uitsterfrisico, terwijl ecologische factoren slechts van secundair belang blijken te zijn. Onderzoek naar de distributie van zeldzame en bedreigde gewervelde diersoorten vertoonde uiteenlopende patronen voor vogels, zoogdieren en amfibiesoorten, hetgeen consequenties heeft voor de op biodiversiteitshotspots gebaseerde strategieën van natuurbehoud.
Ander onderzoek door Rasmussen en haar internationale groep collega's richtte zich op het belang van de beschikbaarheid van energie, en in een rapport uit 2007 werd aangetoond dat de wereldwijde patronen van "spatial turnover" voornamelijk worden gegenereerd door wijdverspreide soorten in plaats van soorten met een beperkte verspreiding. Deze bevindingen complementeren ander wetenschappelijk werk en zijn relevant bij het ontwikkelen van een uniform model voor de variaties in terrestrische biodiversiteit, zowel binnen als tussen de voornaamste landmassa's op Aarde.

#### Archeozoölogie
Een fossielenvindplaats, ontdekt bij graafwerkzaamheden tijdens de aanleg van een snelweg in de buurt van Cheswold, Delaware, leverde de fragmenten van elf vogelfossielen op, die door Rasmussen werden geïdentificeerd als een kleine Gavia-achtige, een kleine meeuwachtige en vijf gentachtige zeevogels, vermoedelijk Morus loxostylus, een veel voorkomende soort tijdens het Mioceen. Al deze vormen waren al bekend van een vindplaats in Chesapeake Bay, Maryland. De vondst doet vermoeden dat de Delaware-vindplaats zich destijds in het kustgebied van een grote baai bevond.
Rasmussen was ook betrokken bij de analyse van fossiele vogels die waren aangetroffen in afzettingen stammend uit het Mioceen en Plioceen in North Carolina. De vondst omvatte Colymboides minutus, een Gaviaachtige uit het vroege Mioceen, verschillende eenden, een kuifstern die gelijkenis vertoonde met de huidige koningsstern (Thalasseus maximus), en een lid van het kraaiengeslacht, een van de weinige zangvogels uit die periode. Uit het onderzoek bleek dat fossiele vogels uit deze periode over het algemeen een sterke gelijkenis vertonen met hedendaagse soorten of geslachten, en ook dat de fossiele vogels waarbij dat niet het geval is gewoonlijk met een grote mate van zekerheid geplaatst kunnen worden binnen een nu bestaande familie.

### Birds of South Asia
In 1992 trad Rasmussen in dienst als assistent van S. Dillon Ripley, de voormalige secretaris van de Smithsonian Institution, die van plan was een gezaghebbende vogelgids voor Zuid-Azië uit te geven. Toen hij kort na het begin van het project ernstig ziek werd, nam Rasmussen het project van hem over en samen met illustrator John C. Anderton, produceerden ze Birds of South Asia: The Ripley Guide, een tweedelige vogelgids van het Indisch subcontinent en tevens de eerste veldgids van dit gebied dat sonogrammen bevatte. Deel 1 bevat de veldgids met meer dan 3400 illustraties verdeeld over 180 platen, en meer dan 1450 kaarten in kleur. Deel 2 (Attributes and Status) bevat de afmetingen van de vogelsoorten en gegevens voor identificatie, status, distributie en gewoontes. De zang wordt beschreven op basis van opnames, en er zijn meer dan 1000 sonogrammen in het boek opgenomen.
Het boek bevat 1508 vogelsoorten die voorkomen in India, Bangladesh, Pakistan, Nepal, Bhutan, de Maldiven, de Chagosarchipel en Afghanistan, inclusief 85 hypothetische en 67 'mogelijke' soorten die beknopt beschreven worden. Opvallend aan Birds of South Asia is dat de verspreidingsgebieden van vogelsoorten vrijwel volledig zijn gebaseerd op de gegevens van vogelexemplaren uit museumcollecties; ook opmerkelijk is de taxonomische benadering die gepaard gaat met een groot aantal afsplitsingen op soortniveau. Daarnaast is het geografische bereik van het boek groter dan dat van eerdere publicaties, met name door de toevoeging van Afghanistan.
Veel allopatrische vormen die voorheen als conspecifiek werden beschouwd, worden door Rasmussen en Anderton als volle soorten behandeld. De meesten waren reeds eerder, in andere publicaties, als volle soorten voorgesteld, maar het boek introduceert daarnaast ook een aantal nieuwe soorten. In 2008 analyseerden Nigel Collar en John Pilgrim, twee kenners op het gebied van Aziatische vogels, de door Rasmussen en Anderton voorgestelde taxonomische veranderingen, en maakten daarbij een onderscheid tussen de soorten die eerder door andere auteurs waren voorgesteld en de soorten waarbij dat niet het geval was en waarvoor een nadere onderbouwing nodig was.
Hoewel de reacties in de ornithologische en vogelaarpers overwegend positief waren, was er ook kritiek. Peter Kennerley, een schrijver en kenner van Aziatische vogels, vond dat sommige van de illustraties te klein of te opzichtig waren, of niet nauwkeurig genoeg. Hij was ook van mening dat de overmatige afhankelijkheid van soms zeer oude museumexemplaren en het buiten beschouwing laten van de schat aan waarnemingsgegevens vergaard door rondreizende vogelaars, een vergissing was; ook stelde hij dat veel van de taxonomische beslissingen in het boek willekeurige keuzes lijken te zijn, die niet ondersteund worden door gepubliceerd onderzoek.
Naast de "Meinertzhagenfraude", die in de volgende sectie wordt behandeld, en het overlijden van S. Dillon Ripley, stuitte de productie van Birds of South Asia op verschillende andere problemen, waaronder het verlies van de belangrijkste kaartendatabase tijdens een reis naar Birma, de slecht geprepareerde huiden van een aantal museale vogelexemplaren en vertragingen bij de productie van illustraties en kaarten. Ook waren er problemen met elkaar tegensprekende bronnen en het verkrijgen van betrouwbare gegevens voor "moeilijke" gebieden als Assam, Arunachal Pradesh, Bangladesh en Afghanistan. Ook het verkrijgen van gegevens over de status en taxonomie van de vogelpopulaties op de Andaman- en Nicobareilanden stelden de auteurs voor serieuze problemen.
In een paper uit 2005 behandelde Rasmussen de vraag of de herziene taxonomie van het boek, met zijn vele splitsingen op soortniveau, al dan niet grote gevolgen zou hebben voor de inspanningen omtrent het natuurbehoud in Zuid-Azië; volgens haar inschatting was het effect op de soortenrijkdom beperkt en zouden de gevolgen voor het natuurbehoud gematigd zijn, aangezien het aantal potentieel bedreigde vogelsoorten in de regio slechts zou toenemen van 6% tot ongeveer 7% van de totale avifauna.

### Meinertzhagenfraude
Rasmussen onthulde dat de ware omvang van de gegevensfraude van de Britse officier, ornitholoog en vogelluisdeskundige, kolonel Richard Meinertzhagen (1878-1967) groter was dan eerder werd aangenomen. Meinertzhagen was de auteur van vele taxonomische en andere publicaties over vogels en bezat een uitgebreide collectie vogel- en vogelluisexemplaren; hij werd beschouwd als een van Groot-Brittanniës belangrijkste ornithologen. Toen, begin jaren 1990, de Britse ornitholoog Alan Knox de collectie van Meinertzhagen bestudeerde in het Walter Rothschild Zoological Museum in Tring (Verenigd Koninkrijk), ontdekte hij dat Meinertzhagen verantwoordelijk was voor de ontvreemding van vogelexemplaren van andere musea en de vervalsing van de bijbehorende registratiegegevens en documentatie.
Tijdens haar research voor Birds of South Asia bestudeerde Rasmussen tienduizenden museale vogelexemplaren, aangezien de toen inmiddels overleden S. Dillon Ripley een sterke voorkeur had voor het gebruik van ornithologische collecties om te bepalen welke vogels in het boek opgenomen moesten worden. Samen met Robert Prys-Jones van het Natural History Museum, toonde Rasmussen aan dat de gegevensfraude van Meinertzhagen —die zich in de loop van decennia had voorgedaan— veel omvangrijker was dan aanvankelijk werd aangenomen. Veel van de 20.000 vogelexemplaren in zijn collectie waren voorzien van nieuwe labels met betrekking tot de locatie waar ze waren verzameld, en de vogelexemplaren waren soms ook opnieuw gemonteerd. De vervalste registratiegegevens bemoeilijkten de herontdekking van, onder meer, de bossteenuil, omdat eerdere speurtochten vertrouwden op de vervalste gegevens van Meinertzhagen en op de verkeerde locaties werd gezocht. Rasmussen en haar collega slaagden wel in hun speurtocht omdat ze Meinertzhagens gegevens negeerden en gebruik maakten van de locatiegegevens van de resterende, niet vervalste exemplaren.
Meinertzhargen was in het verleden gedurende 18 maanden verbannen uit de Bird Room van het Natural History Museum vanwege het ongeoorloofd meenemen van vogelexemplaren; het museumpersoneel had gedurende 30 jaar schriftelijk melding gemaakt van haar verdenkingen over het ongeoorloofd verwijderen van vogelexemplaren en bibliotheekmateriaal en in twee gevallen was het bijna tot gerechtelijke vervolging gekomen.
De door Rasmussen en Prys-Jones ontdekte vervalste documentatie omvatte de hooggelegen locatie van de degensnavelkruiplijster (Pomatorhinus ferruginosus), de locatie buiten het werkelijke verspreidingsgebied van de kashmirvliegenvanger (Ficedula subrubra) en locaties in het winterseizoen in de Himalaya van de roestvliegenvanger (Muscicapa ferruginea) en de langsnavelniltava (Cyornis magnirostris, tegenwoordig C. banyumas).
Sommige registratiegegevens, zoals die voor de Afghaanse sneeuwvink (Montifringilla theresae), een soort die door Meinertzhagen is beschreven, lijken echter wel echt te zijn.
- Biblioteca Nacional de España: XX1054326
- International Standard Name Identifier: 0000 0000 5327 1411
- Library of Congress Control Number: no96002158
- Nederlandse Thesaurus van Auteursnamen: 167901656
- ORCID: 0000-0002-6750-8218
- Système universitaire de documentation: 091575656
- Virtual International Authority File: 48816811
- WorldCat: E39PBJfGVdk9Vkq9MTHgG9wpyd